# Cecil Hamilton Armitage
Sir Cecil Hamilton Armitage KBE CMG DSO (* 8. Oktober 1869; † 10. März 1933) war ein britischer Kolonialoffizier. Vom 3. Januar 1921 bis 10. März 1927 war er Gouverneur von Gambia und damit Repräsentant von König Georg V. in der britischen Kolonie Gambia.

## Leben
Armitage nahm 1895/96 an den Feldzügen gegen die Aschanti teil und arbeitete anschließend als Inspektor bei der Polizei der westafrikanischen Kolonie Goldküste. Als Sekretär von Sir Frederick Hodgson, dem Gouverneur der Goldküste, leitete er im Rang eines Captain weitere militärische Maßnahmen gegen die Aschanti, die ihm zunächst Aufmerksamkeit und später auch Kritik einbrachten. Für den Versuch im Auftrag Hodgsons den Golden Stool, ein teilweise mit Gold bedeckter, hölzerner Stuhl, der als höchstes Symbol des Aschantiköngireichs und des Volks galt, zu erobern wurde er mit dem Distinguished Service Order (DSO) ausgezeichnet.
Die nächsten zehn Jahre war er Commissioner (Beauftragter) der Südregion der Goldküste und erwarb sich einen Ruf als wohlwollender Kenner der Aschanti. 1910 wurde er zum Chief Commissioner der Nordregion berufen, 1921 zum Gouverneur von Gambia ernannt. Im Laufe seiner Tätigkeit gründete er Schulen und förderte die Landwirtschaft mit der Einrichtung einer eigenen Behörde. 1927 verabschiedete sich Armitage in den Ruhestand.
Er ist Verfasser des Werkes Tribal markings and marks of adornment of the Gold coast colony, Royal Anthropological Institute of Great Britain and Ireland, London, 1924. Seine Aufzeichnungen über den Aschantifeldzug wurden in Zusammenarbeit mit Colonel Arthur Forbes Montanaro (1862–1914) in dem Buch The Ashanti Campaign of 1900 veröffentlicht.

## Auszeichnungen und Ehrungen
- 1901 – Distinguished Service Order (DSO)
- 1911 – Order of St. Michael and St. George (CMG)
- 1926 – Knight Commander of the British Empire (KBE)